# Iapetus (Mond)
Iapetus oder Japetus (auch Saturn VIII) ist der drittgrößte Mond des Planeten Saturn. Er wurde 1671 entdeckt, kreist relativ weit draußen und hat zwei unterschiedliche Hemisphären, deren Helligkeiten im Verhältnis 1:12 zueinander stehen.

## Eigenschaften

### Umlaufbahn und Rotation
Iapetus umkreist Saturn in einem mittleren Abstand von 3.561.300 km in 79 Tagen, 7 Stunden und 55 Minuten. Die Bahn weist eine Exzentrizität von 0,0283 auf und ist 7,52° gegenüber der Laplaceebene geneigt, die in dieser Entfernung vom Saturn etwa 14,8° gegen die Äquatorebene geneigt ist. Iapetus ist neben dem Mond Phoebe der einzige große Saturnmond, dessen Bahn eine signifikante Neigung aufweist. Von allen großen Monden über 500 km Durchmesser im Sonnensystem ist er derjenige mit der größten Bahnneigung (mit Ausnahme des irregulären Neptunmondes Triton, der rückläufig den Planeten umläuft), der größten Halbachse und der längsten Umlaufzeit.
Iapetus hat eine an seine Bahnperiode gebundene Rotation von ebenfalls 79 Tagen, 7 Stunden und 55 Minuten. Seine Rotationsachse steht genau senkrecht auf seiner Bahnebene.

### Aufbau

#### Physikalischer und chemischer Aufbau
Iapetus hat einen mittleren Durchmesser von 1472 km. Seine geringe Dichte von 1,08 g/cm3 weist darauf hin, dass er fast vollständig aus Wassereis mit geringen Anteilen an silikatischem Gestein aufgebaut ist.

#### Oberfläche
Iapetus’ Oberfläche weist zwei deutlich verschiedene Regionen auf. Die in Bewegungsrichtung vordere Hemisphäre ist mit einer Albedo von 0,03 bis 0,05 so dunkel wie Kohle, mit einer leicht rötlichen Färbung, während die folgende Hemisphäre eine Albedo von 0,5 bis 0,6 hat. Die nachlaufende Halbkugel ist damit fast so hell wie der Jupitermond Europa; ihr nördlicher Teil wurde Roncevaux Terra und ihr südlicher Teil Saragossa Terra getauft. Die dunkle Region hat nach Iapetus’ Entdecker, Giovanni Domenico Cassini, den Namen Cassini Regio erhalten. Der Helligkeitsunterschied ist so groß, dass Cassini berichtete, den Mond mit seinem Teleskop nur auf einer Seite von Saturn beobachten zu können. Wandte der Mond der Erde die dunkle Region zu, blieb er für den damaligen Beobachter unsichtbar. Iapetus hat von allen bekannten Körpern im Sonnensystem den größten Helligkeitskontrast.
Die helle Seite ist vereist und stark verkratert. Auch die Polregionen sind frei von dunklen Materialien.

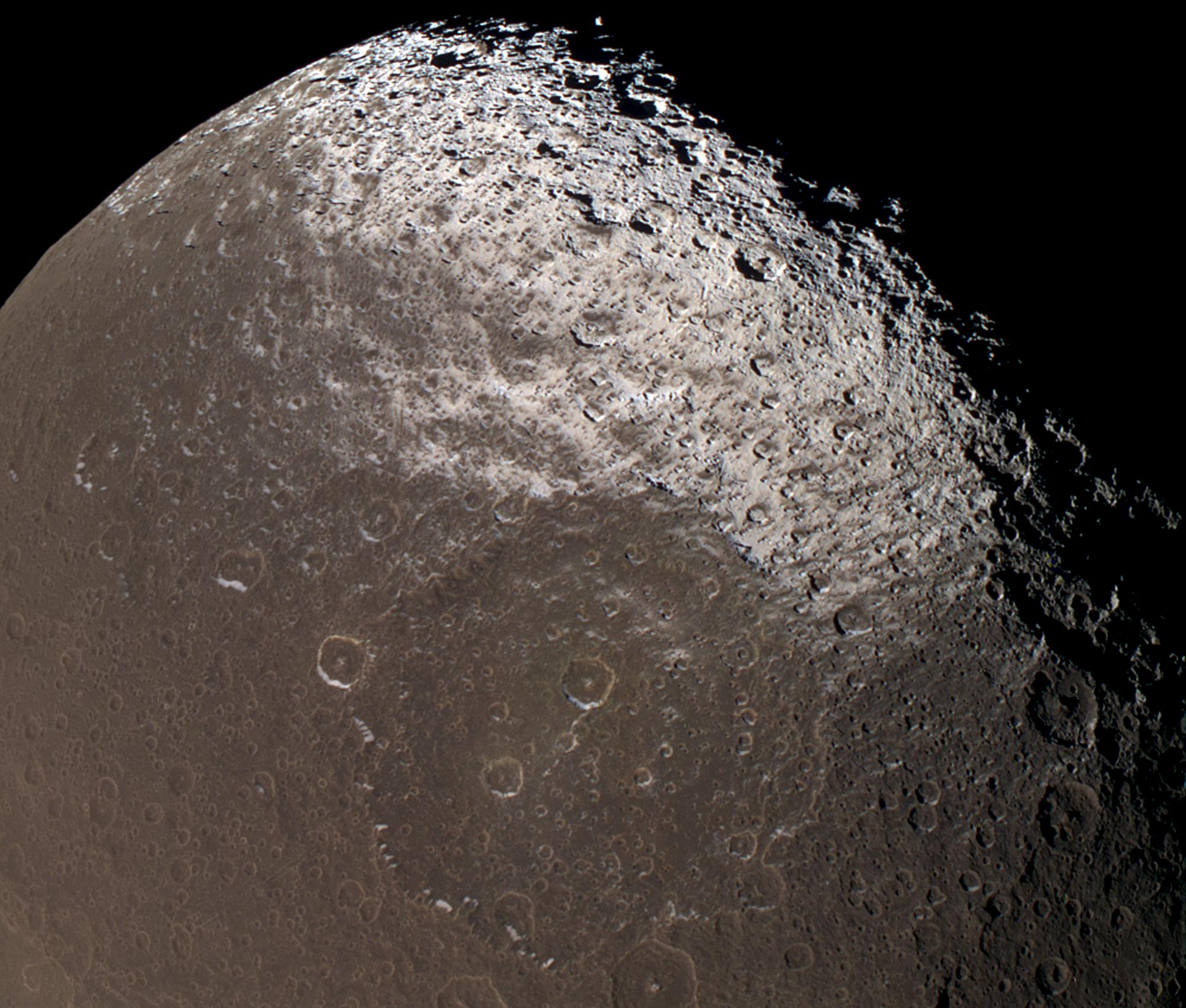
Echtfarbenbild der Nordpolregion von Iapetus (oben). Unterhalb der Bildmitte erstreckt sich der Krater Falsaron.

Die dunklen Materialien könnten Ablagerungen aus organischen Verbindungen sein, wie sie in primitiven Meteoriten (zum Beispiel kohligen Chondriten) oder auf der Oberfläche von Kometen vorkommen. Darüber hinaus könnten sie Cyanide wie ausgefrorene Cyanwasserstoffpolymere enthalten. Hierauf weisen erdgestützte Beobachtungen hin. Der Ursprung des dunklen Materials ist nicht geklärt, bislang liegen mehrere Theorien dazu vor. Die Schichtdicke des Materials ist ebenfalls unklar. Sollte die dunkle Schicht dünn sein, so müsste sie ständig erneuert werden, da bei einem Impakt helleres Material aus dem Untergrund ausgeworfen würde.
Das dunkle Material könnte aus dem Innern des Mondes stammen und durch eine Kombination aus Impaktereignissen und Vulkanismus an die Oberfläche gelangt sein. Diese Theorie wird durch das konzentrierte Vorkommen am Boden von Kratern gestützt. Iapetus bildete sich in einem weiten Abstand von Saturn und war bei der Entstehung des Sonnensystems weniger hohen Temperaturen ausgesetzt, so dass er in seinem Innern leichtflüchtige Komponenten wie Methan oder Ammoniak einbinden konnte. Diese könnten später durch geologische Prozesse wie den Kryovulkanismus (Kältevulkanismus) an die Oberfläche gelangt und durch UV-Strahlung der Sonne, ionisierte Partikel oder kosmische Strahlung in dunkle Verbindungen umgewandelt worden sein. An der Grenze zwischen der hellen und der dunklen Hemisphäre ist ein dunkler Ring von 100 km Durchmesser erkennbar, der an Strukturen auf dem Erdmond oder dem Mars erinnert, bei denen vulkanische Lava in Einschlagkrater mit einem Zentralberg geflossen ist.
Eine Theorie (beruhend auf dem Cassini-Vorbeiflug vom 10. September 2007) besagt, dass eine sehr dünne Schicht von außen auf die eigentlich weiße Oberfläche von Iapetus gelangt sein könnte und durch die höhere Energieabsorbanz des dunklen Materials ein Schmelz- oder Sublimationseffekt eingetreten sein könnte, der dunklere Gesteinsmassen zum Vorschein brachte. Zudem wurden kleinere (30–60 m Durchmesser) helle Einschlagkrater beobachtet, welche deutliche Hinweise auf Schichtdicke und Herkunft des dunklen Materials liefern. Da bei einem 60 m durchmessenden Krater die Kratertiefe bei ca. 10 m liegt, ist klar, dass das dunkle Material dünner sein muss.
Einer anderen Theorie nach stammt das dunkle Material vom Mond Phoebe. Es könnte durch den Einschlag von Mikrometeoriten freigesetzt und sich auf Iapetus’ führender Hemisphäre gesammelt haben. Gestärkt wird diese Theorie durch den Fund eines weiteren, sehr ausgedehnten Saturnrings, dem Phoebe-Ring, durch das Spitzer-Weltraumteleskop am 6. Oktober 2009. Man nimmt an, dass das Material dieses Ringes von Phoebe stammt, da dessen Umlaufbahn ziemlich genau innerhalb des Rings verläuft. Dieser rückläufig umlaufende Ring beginnt bei einer Saturnentfernung von etwa 6 Millionen Kilometern. Der rechtläufige Iapetus bewegt sich somit in Gegenrichtung durch die Randbereiche des Ringes, was den Materialtransfer plausibel erklären würde.

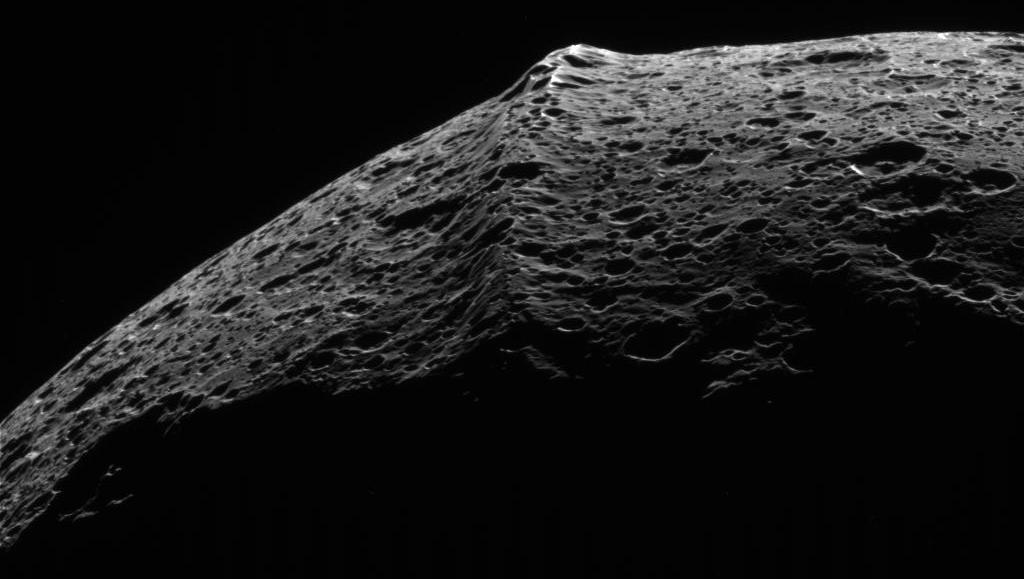
Der äquatoriale Bergrücken im Gegenlicht

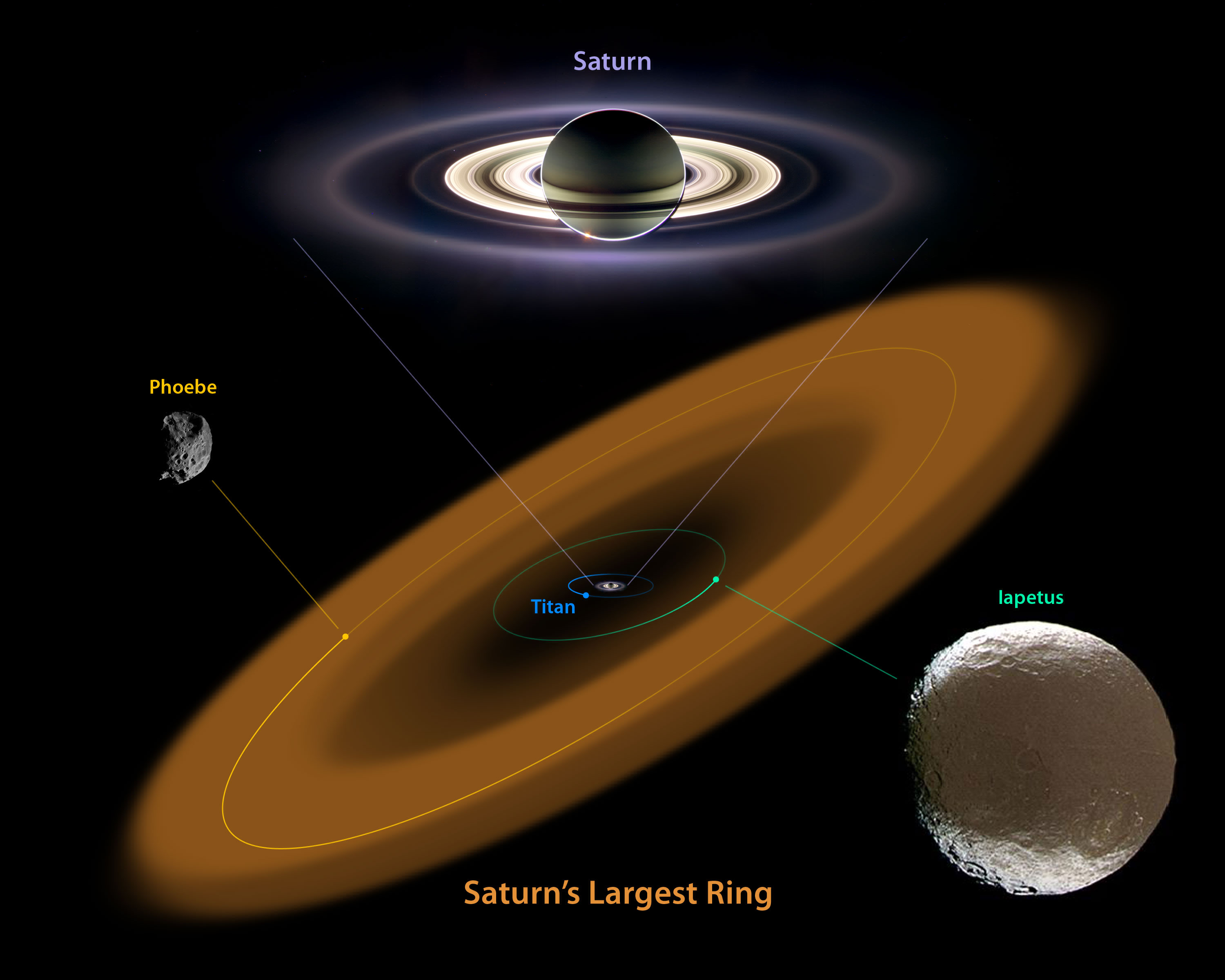
Die Bahnen von Phoebe, Iapetus, Titan und der Phoebe-Ring

Allerdings unterscheidet sich Phoebes Färbung etwas von der Färbung der Ablagerungen auf Iapetus. Die Theorie, dass die Ablagerungen von Phoebe stammen, wird von einigen Forschern verworfen (T. Owen et al.). Sie favorisieren aufgrund spektroskopischer Messungen die Herkunft des dunklen Materials vom Saturnmond Titan.
Ein weiteres großes Rätsel ist ein auf den Cassini-Bildern entdeckter Zug von Bergrücken (Äquatorialkamm), der sich bis auf wenige Breitengrade genau auf dem geografischen Äquator längs durch Cassini Regio erstreckt. Auf den Fotos ist das Phänomen deutlich als breites Band zu erkennen, durch das der Mond auf seiner dunkel gefärbten Seite fast wie aus zwei Teilen zusammengesetzt erscheint („Walnuss-Form“ des Iapetus). Der Gebirgszug konnte bisher auf einer Länge von 1300 Kilometern beobachtet werden. Dabei erreicht er eine Breite von bis zu 20 Kilometern und eine maximale Höhe von 13 Kilometern.
Wie der Gebirgszug entstanden ist, liegt noch im Dunkeln. Wissenschaftler halten vor allem zwei Theorien für möglich: Zum einen hätte sich die Erhebung durch tektonische Vorgänge bilden können, also durch Auffaltung ähnlich wie die europäischen Alpen auf der Erde. Zum anderen könnte durch einen Riss in der Kruste des Mondes flüssiges Material aus dem Untergrund an die Oberfläche getreten sein und sich bis zum heutigen Erscheinungsbild angehäuft haben. Nach einer gänzlich anderen Hypothese (Wing-Huen Ip) handelt es sich um die Trümmer eines abgestürzten Ringes, der entweder ein Überrest der Gas- und Staubscheibe gewesen ist, aus der sich Iapetus gebildet hat, oder die Folge des Einschlags eines großen Asteroiden und des dadurch herausgeschleuderten Materials.
Nach neueren Forschungen soll der Gebirgszug dadurch entstanden sein, dass Iapetus in seiner Jugend schnell rotierte und noch nicht gefroren war, da er von radioaktiven Stoffen (26Aluminium und 60Eisen) mit relativ kurzer Halbwertszeit aufgeheizt wurde. Durch die schnelle Rotation bekam er eine ausgebeulte Form. Die Aktivität der Isotope nahm ab, und Iapetus gefror, bevor sich die Rotationsdauer auf den heutigen Wert verlängerte. Die ausgebeulte Form musste nun eigentlich zurückgehen. Das war aber durch das Gefrieren nicht mehr möglich. Das Material sammelte sich daher an der ehemals höchsten Stelle, dem Äquator, an.
Von den 58 benannten Kratern des Iapetus haben 20 einen Durchmesser von mindestens 100 km. Der mit Abstand größte Krater namens Abisme misst 767,74 km – mehr als die Hälfte von Iapetus’ Durchmesser. Er befindet sich inmitten der nördlichen Hälfte der führenden Hemisphäre in dem dunklen Terrain. Im Innern der großen, aber optisch kaum auffallenden Senke hebt sich mit einem Durchmesser von 424 km Iapetus’ fünftgrößter Krater Falsaron deutlicher ab.

## Erforschung

### Entdeckung
Iapetus wurde am 25. Oktober 1671 von Giovanni Domenico Cassini entdeckt.
Benannt wurde der Mond nach dem Titanen Iapetos aus der griechischen Mythologie. Der Name „Iapetus“ und die Namen sieben weiterer Saturnmonde wurden von Wilhelm Herschels Sohn, dem Astronomen John Herschel, in einer 1847 erschienenen Veröffentlichung „Results of Astronomical Observations made at the Cape of Good Hope“ vorgeschlagen.

### Erforschung durch Raumsonden
Als erste Raumsonde kam ihm Pioneer 11 am 29. August 1979 mit dem geringsten Abstand von 1033 Mm relativ nahe. Aus der Ablenkung der Sonde durch das Gravitationsfeld des Mondes konnte die Masse grob abgeschätzt werden.

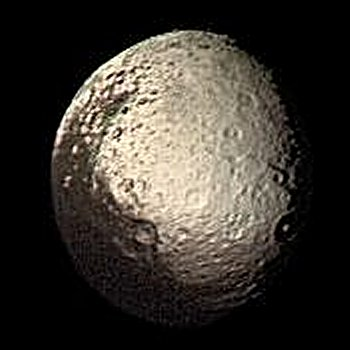
Iapetus, fotografiert von Voyager 2

Nach Voyager 1 im November 1980 passierte Voyager 2 im August 1981 das Saturnsystem. Diese machte die ersten detaillierten Aufnahmen von Iapetus am 22. August 1981. Der geringste Abstand zwischen Iapetus und der Raumsonde war 909 Mm. Während ihres einmaligen Vorbeifluges konnten schon einzelne Strukturen aufgenommen und der Trabant daraufhin mit geringer Auflösung kartiert werden.
Am 1. Januar 2005 passierte die Raumsonde Cassini Iapetus erstmals in einem Abstand von 123 Mm und lieferte die ersten hochauflösenden Bilder des Mondes. Ein weiterer gezielter Vorbeiflug erfolgte am 10. September 2007. Hierbei flog die Sonde in nur 1640 Kilometern Abstand an dem Mond vorbei und machte dabei noch deutlich detailliertere Aufnahmen.

## Rezeption
In Arthur C. Clarkes Roman 2001: Odyssee im Weltraum ist Iapetus ein von Außerirdischen konstruiertes Sternentor, bzw. Wurmloch, gewählt wegen der ungewöhnlichen und unerklärten Eigenschaften des Mondes.
In Jack McDevitts Roman Gottes Maschinen spielt eine auf Iapetus gefundene Eisstatue außerirdischen Ursprungs eine Rolle.
Kim Stanley Robinson beschreibt im Roman 2312 eine (menschliche) Stadt, die sich entlang einer Straße auf dem Bergrücken Iapetus’ um den ganzen Mond zieht.